# 존 스테이모스
존 스테이모스(John Stamos, 1963년 8월 19일 ~ )는 미국의 배우이다.

## 출연 작품
- 나의 그리스식 웨딩 2 (2016)
- 그랜드파더드 (2015)
- 마이 맨 이즈 어 루저 (2014)
- 리틀 브라더 (2012)
- 발명의 아버지 (2010)
- 레이즌 인 더 썬 (2008)
- 미스터 웜스 - 돈 리클스 프로젝트 (2007)
- 펭귄들의 익살극 (2007)
- 웨딩 워즈 (2006)
- 노츠 (2004)
- 파티 몬스터 (2003)
- 런 로니 런 (2002)
- 내 친구의 아내 (2001)
- 드로핑 아웃 (2000)
- 억만장자와 결혼하는 법 (2000)
- 크리스티나의 실종 (1993)
- 캡티브 (1991)
- 모터 솔저 (1991)
- 거리의 딸 (1990, Daughter of the Streets)
- 네버 투 영 투 다이 (1986)
- 이상한 나라의 앨리스 (1985)

### 텔레비전
- 글리 시즌1 (2009)
- 풀러 하우스 시즌1 (2016)
- 네세서리 러프니스 시즌3 (2013)
- 풀 하우스 (1987)
- 두 남자와 1/2 시즌9 (2011)
- 더 레이트 레이트 쇼 위드 크레이그 퍼거슨 (2005)
- 지미 키멜 라이브! (2003)
- 프렌즈 (1994)
- ER (1994)